# Півпериметр
В геометрії, півпериметр многокутника становить половину його периметра. Попри те, що він досить просто виводиться з формули периметру, півпериметр часто зустрічається у формулах для трикутників та інших фігур, так що він має свою окрему назву. Коли півпериметр виступає як частина формули, його, зазвичай, позначають буквою p або s (від англ. semiperimeter).

## Трикутники

У будь-якому трикутнику відстань уздовж сторін трикутника від вершини до точки дотику зовнівписаного в нього кола на протилежній стороні дорівнює півпериметру.

Півпериметр найчастіше застосовують для трикутників; формула обчислення півпериметра трикутника зі сторонами a, b, та c дорівнює
{\displaystyle s={\frac {a+b+c}{2}}.}

### Властивості
У будь-якому трикутнику будь-яка вершина і точка дотику зовнівписаного кола на протилежній стороні ділить периметр трикутника на дві рівні частини, тим самим створюючи два рівних шляхи, довжина яких дорівнює півпериметру. Якщо A, B, C, A', B' та C' такі, як показано на малюнку, то відрізки, які з'єднують вершину з точкою дотику зовнівписаного кола (AA', BB', та CC', позначені червоною лінією на діаграмі), називаються сплітерами, а отже
{\displaystyle s=|AB|+|A'B|=|AB|+|AB'|=|AC|+|A'C|}
{\displaystyle =|AC|+|AC'|=|BC|+|B'C|=|BC|+|BC'|.}
Три сплітери перетинаються в точці Наґеля.
Клівер — це відрізок, який ділить навпіл периметр трикутника і має одну кінцеву точку в середині однієї з трьох сторін. Отже, будь-який клівер ділить трикутник на дві частини, кожна з яких дорівнює півпериметру. Три клівери перетинаються в одній точці — у центрі кола Шпікера, яке є колом, вписаним у серединний трикутник; центр Шпікера є центром мас усіх сторін трикутника.
Пряма, що проходить через центр вписаного кола ділить периметр навпіл, тільки в тому випадку, коли вона ділить навпіл площу.
Півпериметр трикутника дорівнює периметру його серединного трикутника.
За правилом нерівності трикутника, довжина найбільшої сторони трикутника менша за півпериметр.

### Формули з півпериметром
Площа A будь-якого трикутника є добутком радіуса його вписаного кола на півпериметр:
{\displaystyle A=rs.}
Площу трикутника також можна обчислити користуючись півпериметром та сторонами a, b, c за формулою Герона:
{\displaystyle A={\sqrt {s\left(s-a\right)\left(s-b\right)\left(s-c\right)}}.}
Радіус описаного кола R трикутника можна обчислити за півпериметром та довжинами його сторін:
{\displaystyle R={\frac {abc}{4{\sqrt {s(s-a)(s-b)(s-c)}}}}.}
Цю формулу можна вивести з теореми синусів.
Радіус вписаного кола дорівнює
{\displaystyle r={\sqrt {\frac {(s-a)(s-b)(s-c)}{s}}}.}
Теорема котангенсів дає котангенси половини кутів при вершинах трикутника в значеннях його півпериметра, сторін та радіуса його вписаного кола.
Довжина бісектриси внутрішнього кута, протилежного стороні a, дорівнює
{\displaystyle t_{a}={\frac {2{\sqrt {bcs(s-a)}}}{b+c}}.}
У прямокутному трикутнику, радіус зовнівписаного кола на гіпотенузі дорівнює півпериметру. Півпериметр дорівнює сумі радіуса вписаного кола та подвійного радіуса описаного. Площа прямокутного трикутника дорівнює {\displaystyle (s-a)(s-b)}, де a і b — катети.

## Чотирикутники
Формула обчислення півпериметра чотирикутника зі сторонами a, b, c та d:
{\displaystyle s={\frac {a+b+c+d}{2}}.}
Одна з формул обчислення площі трикутника, що містить півпериметр, також застосовують до описаних чотирикутників, які мають вписане коло та сума довжин протилежних сторін яких дорівнює півпериметру — тобто, площа дорівнює добутку радіуса вписаного кола на півпериметр:
{\displaystyle K=rs.}
Найпростіша форма формули Брамагупти для обчислення площі вписаного чотирикутника подібна до формули Герона для обчислення площі трикутника:
{\displaystyle K={\sqrt {\left(s-a\right)\left(s-b\right)\left(s-c\right)\left(s-d\right)}}.}
Формула Бретшнайдера узагальнює формулу для всіх опуклих чотирикутників:
{\displaystyle K={\sqrt {(s-a)(s-b)(s-c)(s-d)-abcd\cdot \cos ^{2}\left({\frac {\alpha +\gamma }{2}}\right)}},}
де {\displaystyle \alpha \,} та {\displaystyle \gamma \,} — два протилежних кути.
Чотири сторони біцентричного чотирикутника являють собою чотири розв'язки рівняння четвертого степеня, параметрами якого є півпериметр та радіуси вписаного й описаного кіл.

## Правильні многокутники
Площа опуклого правильного многокутника дорівнює добутку півпериметра на його апофему.